# Coen Janssen
Coen Janssen (Paesi Bassi, 2 aprile 1981) è un tastierista olandese, membro del gruppo musicale symphonic metal Epica.

## Biografia
Coen Janssen ha iniziato a studiare pianoforte all'età di 8 anni. A 16 anni entra al conservatorio, dove segue i primi due anni in contemporanea con il liceo; dopo l'esame, comincia a studiare pianoforte a tempo pieno. Dopo due anni, entra nella sezione "pop" del conservatorio di Rotterdam, di cui è ancora membro. Oltre a girare il mondo grazie alla fama degli Epica, Coen si dedica anche alla professione di insegnante di teoria presso la Nederlandse Pop Academie di Utrecht.
Il 29 aprile 2010 si è sposato con Linda Van Summeren, già corista degli Epica, con cui il 28 gennaio 2011 ha avuto una figlia, Cato Dianne Janssen.
A fine 2015, alla moglie di Janssen è stato diagnosticato un cancro. Poiché anche Simone Simons ha avuto un grave problema familiare in quel periodo, il gruppo è stato costretto ad annullare il tour nordamericano allora in corso. Nel successivo tour europeo, Janssen è stato assente fino al 7 novembre per stare accanto alla moglie ed è stato quindi temporaneamente sostituito da Ruben Wijga dei ReVamp. Il tour nordamericano è ripreso nei primi due mesi del 2016.

## Discografia

### Con gli Epica
- 2003 – The Phantom Agony
- 2005 – Consign to Oblivion
- 2007 – The Divine Conspiracy
- 2009 – Design Your Universe
- 2012 – Requiem for the Indifferent
- 2014 – The Quantum Enigma
- 2016 – The Holographic Principle